# میچ لارکین
میچ لارکین (انگلیسی: Mitch Larkin؛ زادهٔ ۹ ژوئیهٔ ۱۹۹۳) یک شناگر اهل استرالیا است.
از افتخارات وی میتوان به کسب مدال طلا ۱۰۰ و ۲۰۰ کرال پشت و مدال نقره ۴×۱۰۰ متر مختلط در مسابقات جهانی ورزش‌های آبی ۲۰۱۵ اشاره کرد.